# Autobot
Autobots são uma facção do universo Transformers. Um grupo de robôs capazes de alterar sua forma vindo do planeta Cybertron, são marcados pelo heroísmo, em oposição aos malignos Decepticons. 
O filme de 2007 explica o termo como contracepção de "autonomous robotic organisms" (organismos autônomos robóticos).

## Série original
Na história em quadrinhos da Marvel Comics, os Autobots e Decepticons foram criados pelo deus Primus. O propósito não fora explicitado, mas outras continuidades acrescentam que fora para defender do irmão maligno de Primus, Unicron.
Na série de animação, os Autobots eram descendentes de robôs criados pelos extraterrestres Quintessons durante sua colonização de Cybertron. Eles desenvolveram a habilidade de transformação, mas após os Decepticons aprenderem-na, começaram uma rebelião que devastou o planeta, levando os Autobots, liderados por Optimus Prime, a abandonarem o planeta em busca de fontes de energia. Aterrissaram na Terra 5 milhões de anos atrás, despertando apenas em 1984. Após acordarem, adotaram modos alternativos em forma de veículos humanos para se disfarçarem. 
Os 18 Autobots originais (da série de brinquedos da Hasbro) eram Optimus Prime, Bumblebee, Cliffjumper, Brawn, Gears, Windcharger, Huffer, Bluestreak, Hound, Ironhide, Jazz, Mirage, Prowl, Ratchet, Sideswipe, Sunstreaker, Trailbreaker, e Wheeljack.

## Filme
Cuidado, SPOILER.

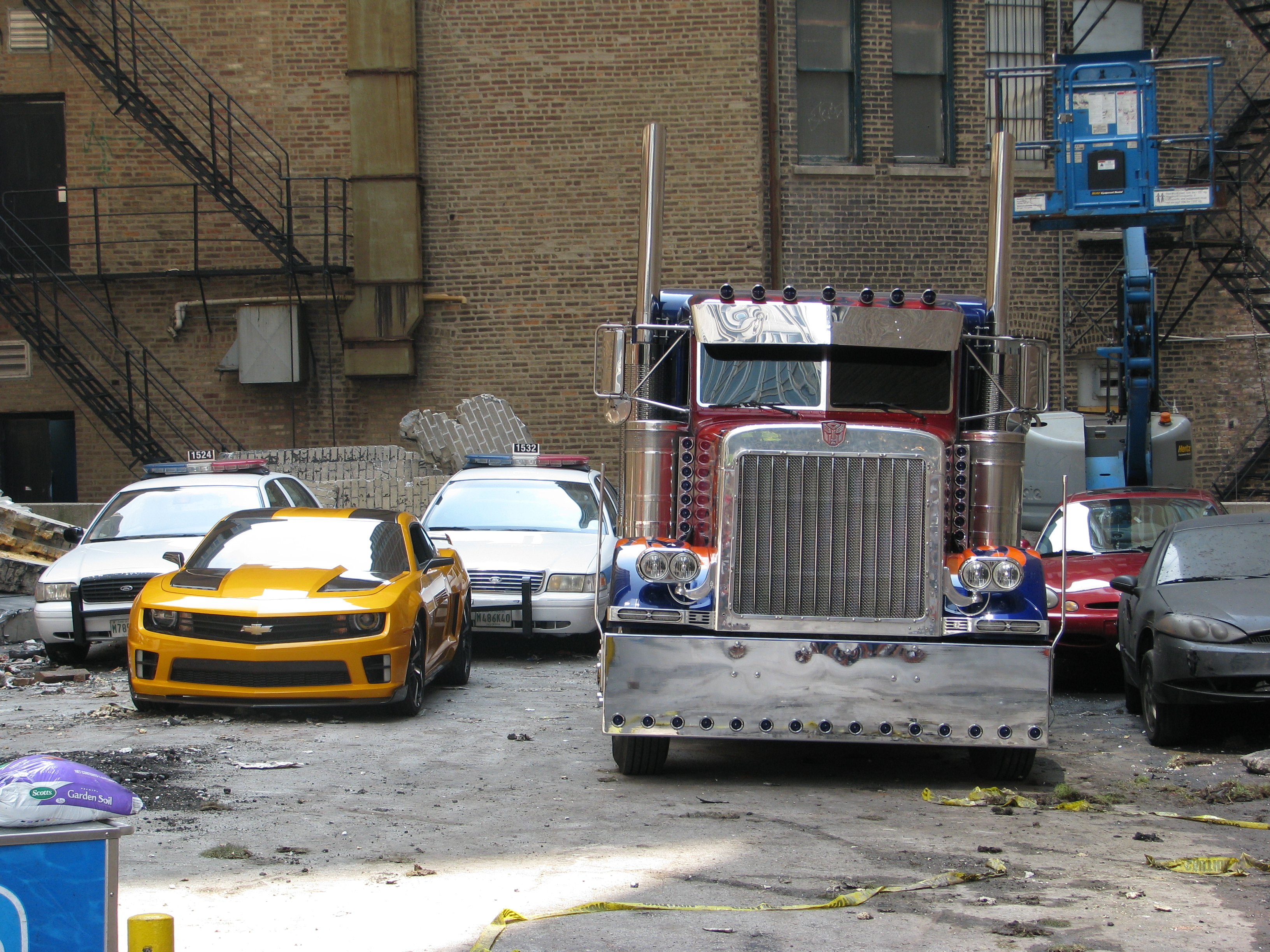
Autobots no modo veículo

Os Autobots e Decepticons foram levados à vida pelo misterioso AllSpark, referido por Optimus Prime como "Cubo". Prime e Megatron governavam Cybertron juntos, mas Megatron passou a desejar o poder do AllSpark. Para defender o Cubo, Prime formou os Autobots. A guerra civil que se seguiu consumiu Cybertron, e o All Spark se perdeu no universo após Prime mandá-lo por um buraco de minhoca. Megatron procurou-o pelo universo, e acabou descobrindo que o AllSpark estava na Terra. Pousou na Terra, mas acabou congelado após pousar no Círculo Ártico. Em 1897 o capitão Archibald Witwicky descobriu Megatron congelado, e tendo seus sistemas de localização ativados o robô usou suas últimas energias para marcar a localização no AllSpark nos óculos de Witwicky e mandar um sinal para os Decepticons. Muitos anos depois, em 2007, o descendente de Archibald, Sam, compra um Chevrolet Camaro usado sem saber que este é um dos Autobots, Bumblebee, enviado com o intuito de protegê-lo. Após um dia com Sam, Bumblebee manda um sinal para os outros Autobots - Optimus Prime, Ratchet, Ironhide e Jazz, que chegam à Terra, assumem a forma de veículos (Peterbilt, Hummer H2, GMC Topkick e Pontiac Solstice, respectivamente) e explicam a Sam toda a história. Apesar de uma má impressão inicialmente com as autoridades, Sam convence o governo americano de que os Autobots são benevolentes, e ajudam-nos a combater os Decepticons. Durante a batalha, todos os Decepticons, menos Starscream e Scorponok (apenas com o aguilhão cortado), e supostamente Barricade, são destruídos, mas só Jazz morre entre os Autobots. Ao final do filme, Optimus Prime decide fazer da Terra o seu lar e dos Autobots, e manda uma mensagem convocando os Transformers ao redor do universo para chegarem ao planeta. Em 2009 foi lançado o 2º filme- Revenge of the Fallen. Em 2011 foi lançado o 3º filme - Dark of the Moon.

### Componentes
- Optimus Prime se transforma em um caminhão Peterbilit e é o líder dos Autobots;
- Optimus Prime no modo caminão

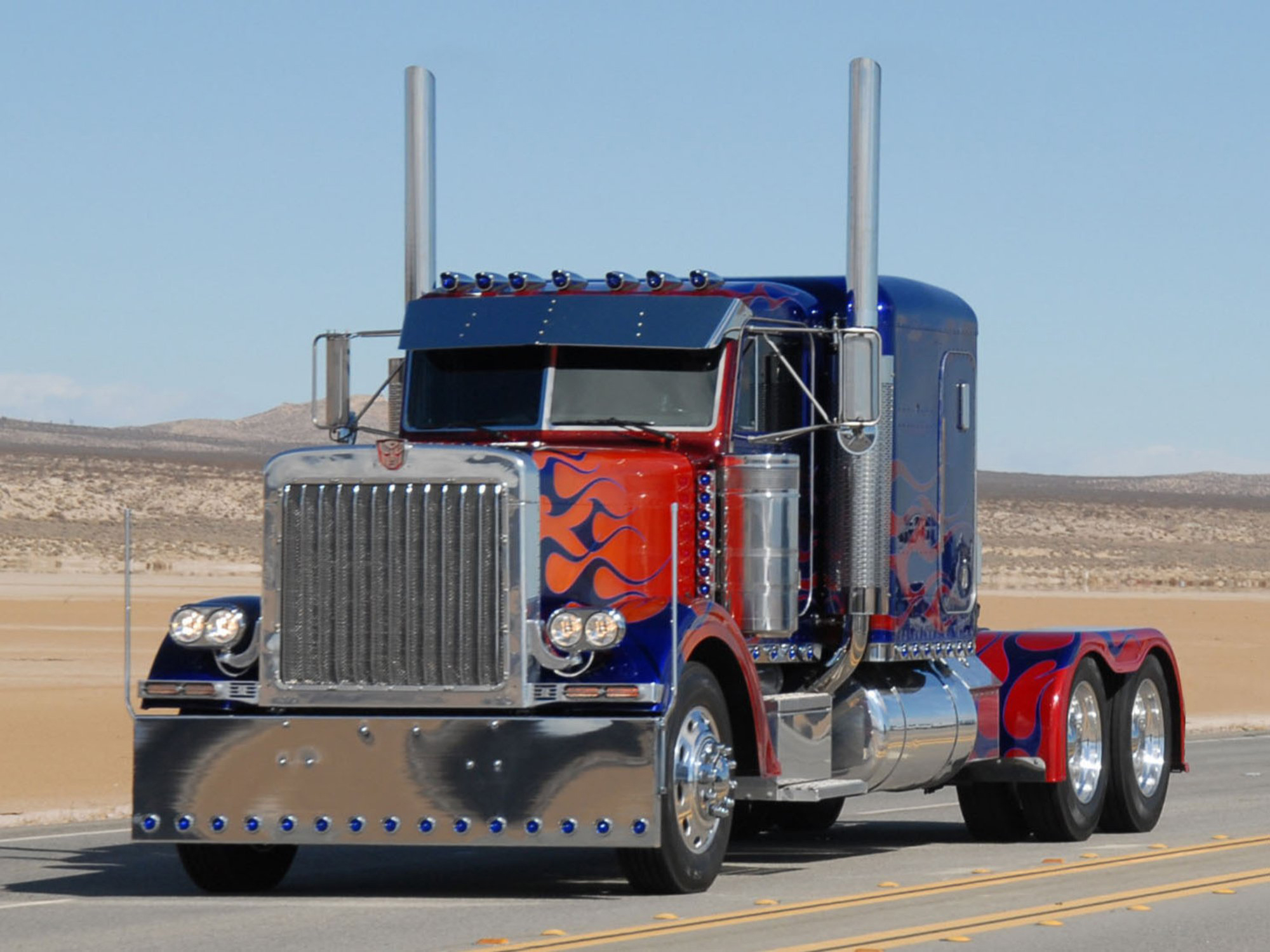
Optimus Prime no modo caminão

- Jazz é um carro modelo Pontiac Solstice [ 1º tenente de Optimus Prime ]

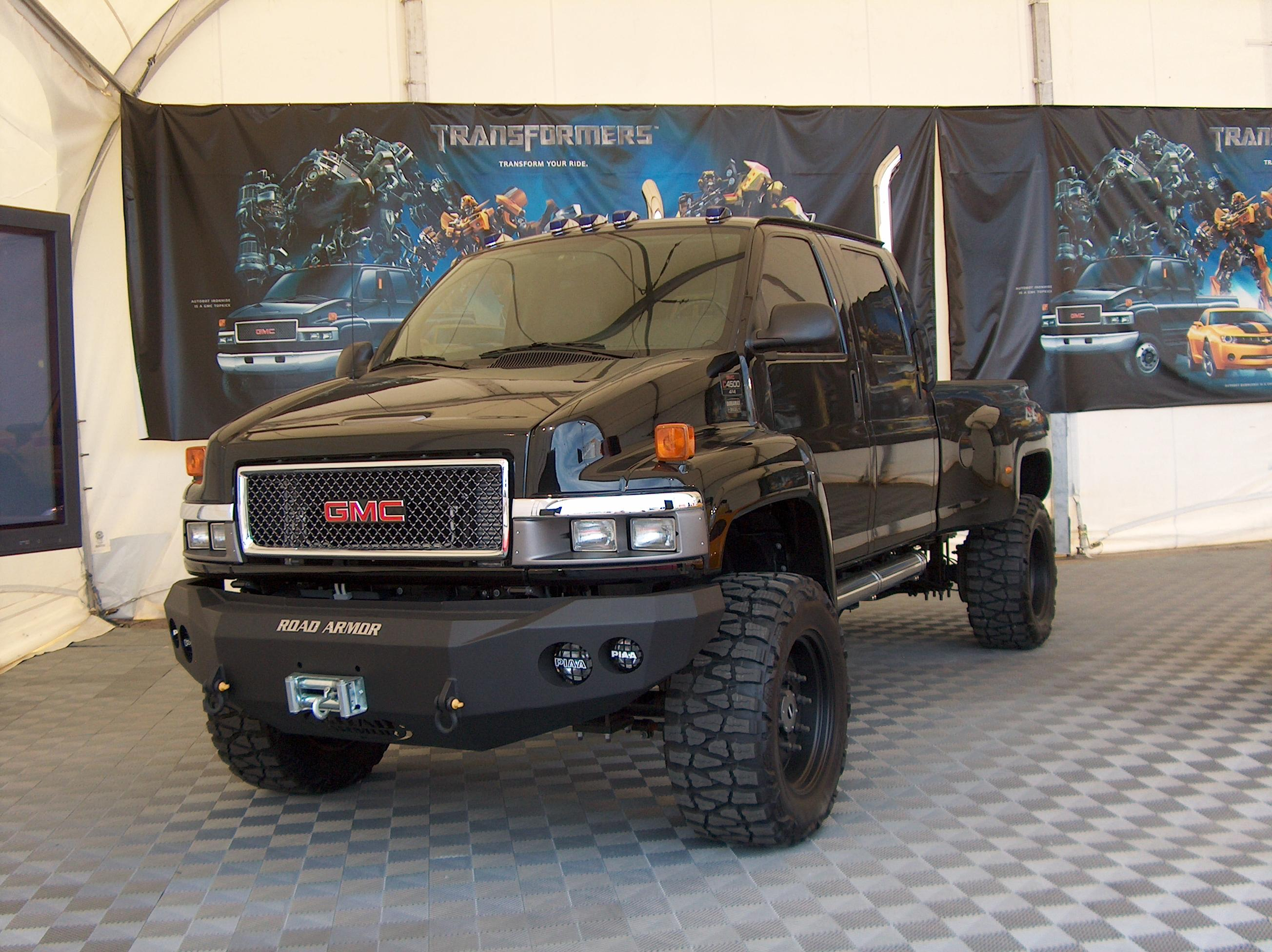
Ironhide no modo caminhonete

- Ironhide no modo caminhonete Ironhide é uma Pick-up modelo GMC Topkick; [Perito em canhões]

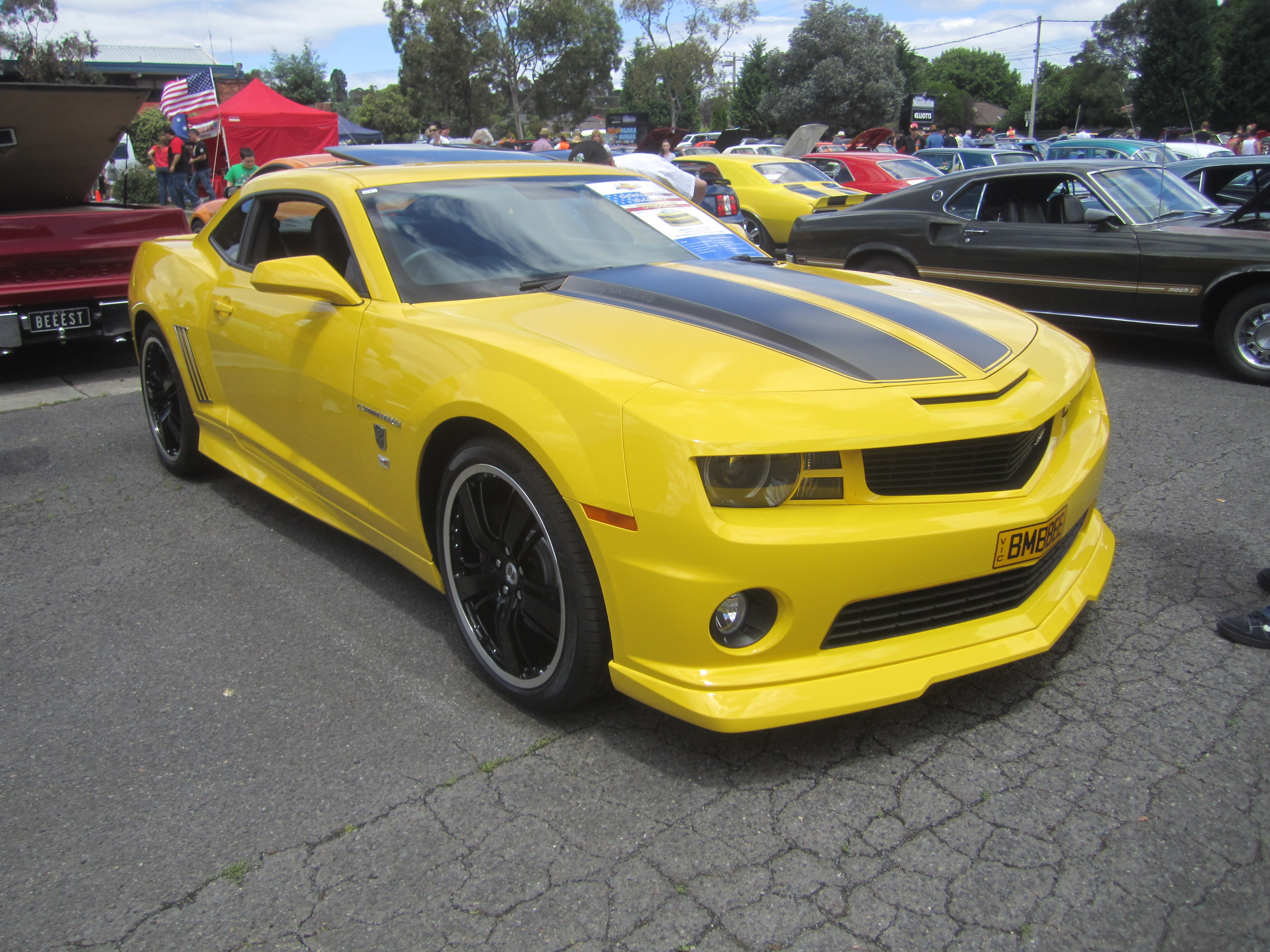
Bumblebee no modo carro

- Bumblebee no modo carroBumblebee é um modelo Chevrolet Camaro; [ Espião de Optimus Prime- Amigo/guardião de Spike/Sam Witwicky]

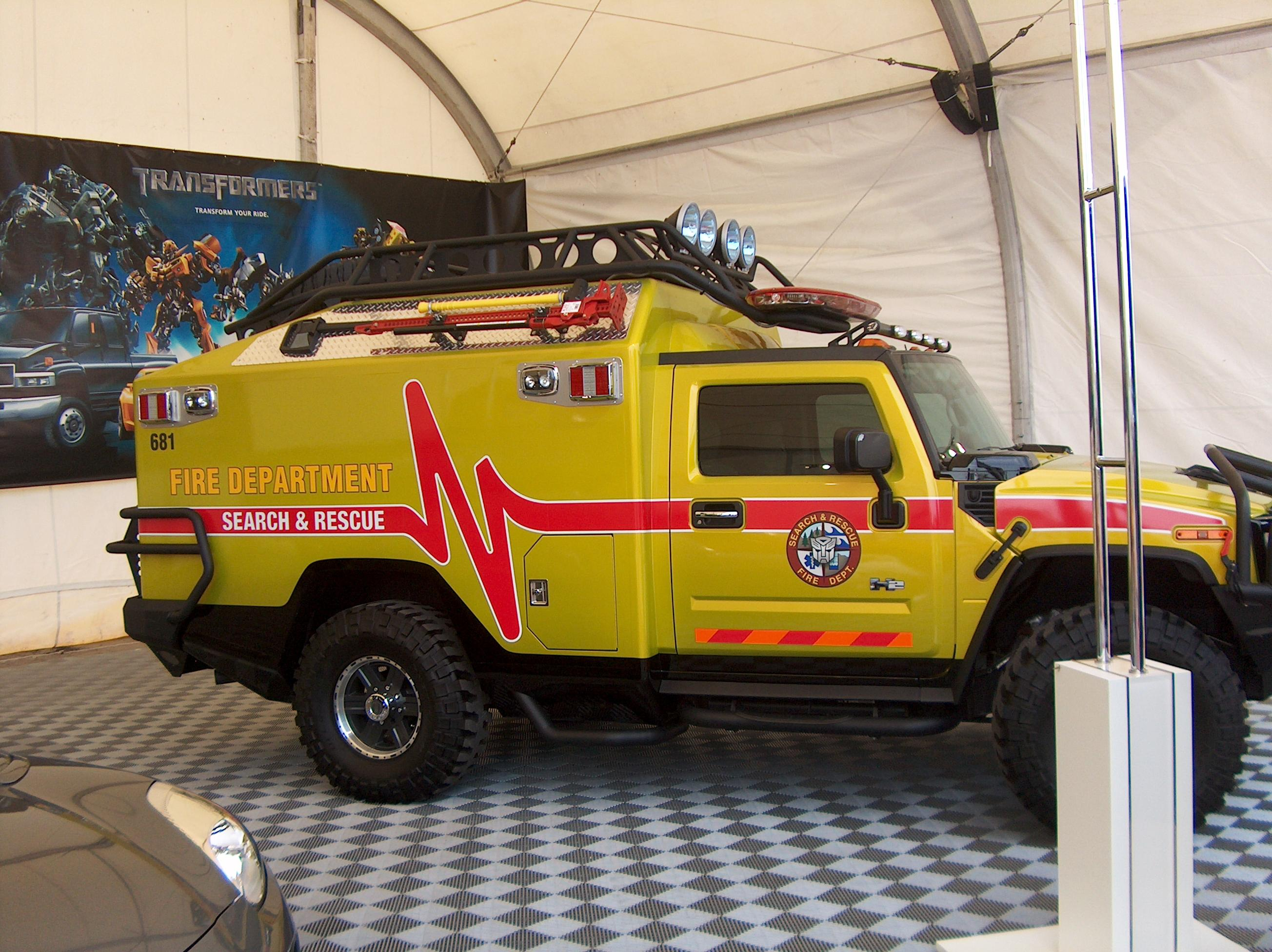
Ratchet no modo ambulância

- Ratchet no modo ambulânciaRatchet assume a formalo utilitário Hummer H2 de busca e salvamento;[ Médico Dos Autobots]
- Sideswipe É um autobot que aparece somente em dois filmes se transforma em uma corvette stingray concept tendo destaque quando mata o decepticon sideways
- Skids e Mudflap São dois autobots gêmeos que vivem brigando.
- Jolt Faz uma pequena aparição no segundo filme pois a Chevrolet queria divulgar seu carro Chevrolet Volt.
- Arcee, Chromia e Elita 1 São três gêmeas motos que aparecem no começo do segundo filme, aparentemente todas morrem.
- Dino-Mirage Ė um autobot que se transforma em uma Ferrari vermelha, aparece no terceiro filme usa lâminas nos braços.
- Que/Wheeljack - O Autobot inventor. Seu rosto é baseado em Albert Einstein. Se transforma em uma Mercedes Benz E550 . Foi destruído por Soundwave.